# Senegalia velutina
Senegalia velutina là một loài thực vật có hoa trong họ Đậu. Loài này được (DC.) Seigler & Ebinger mô tả khoa học đầu tiên năm 2006.